# آيك كوارتي
آيك كوارتي (بالإنجليزية: Ike Quartey)‏ مواليد 27 نوفمبر 1969 في أكرا، هو ملاكم غاني يصنف ضمن فئة وزن خفيف المتوسط. شارك في دورة الألعاب الأولمبية الصيفية.

## إحصائيات
خاض خلال مسيرته 42 نزالا، فاز في 37 وتعادل في 1 وخسر في 4. فاز بالضربة القاضية في 31 نزالا.

## روابط خارجية
- آيك كوارتي على موقع بوكس ريك (الإنجليزية) (registration required)
- آيك كوارتي على موقع أوليمبيديا (الإنجليزية)